# 투폴레프 PAK DA

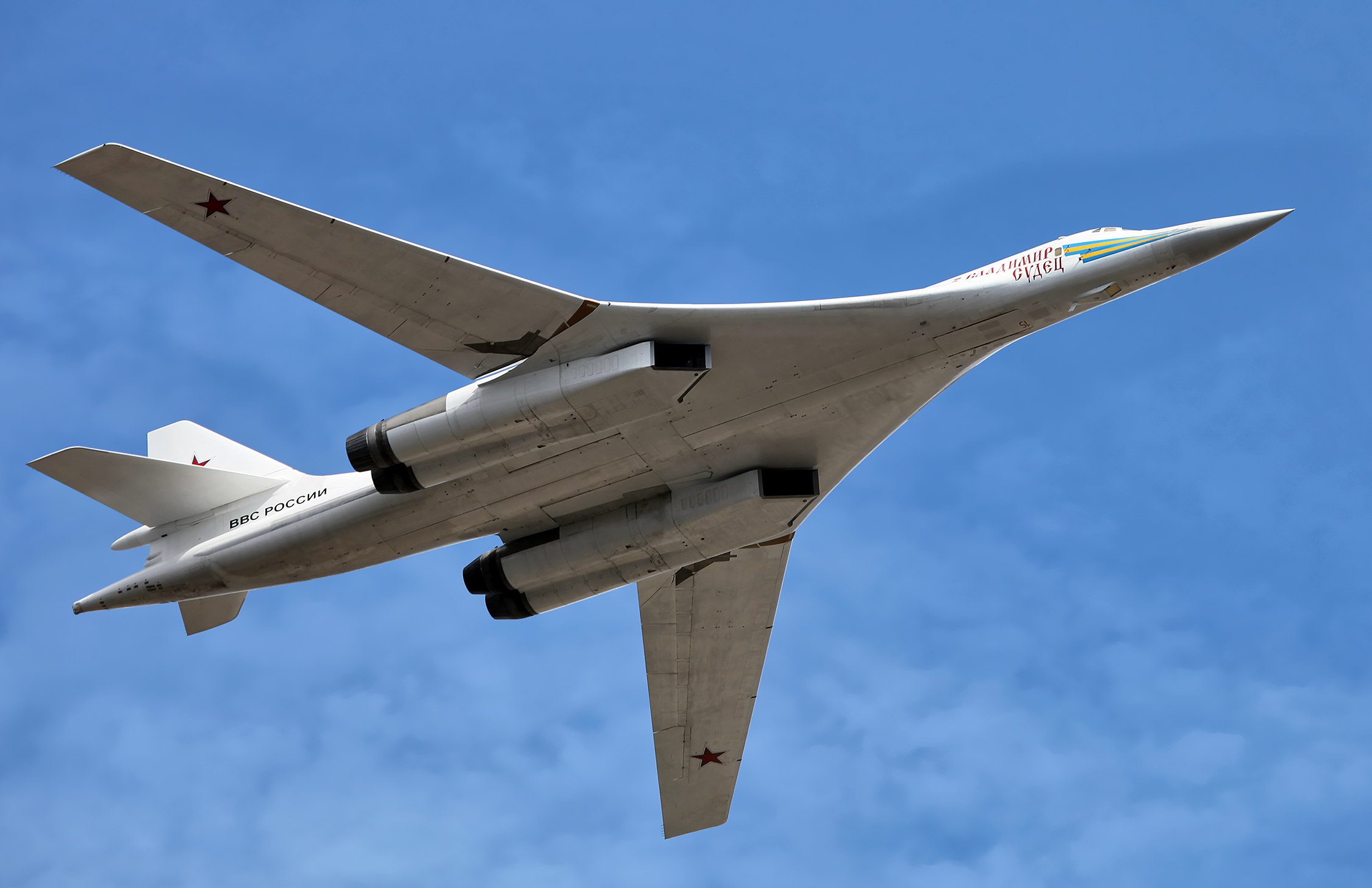
투폴레프 Tu-160 초음속 전략폭격기

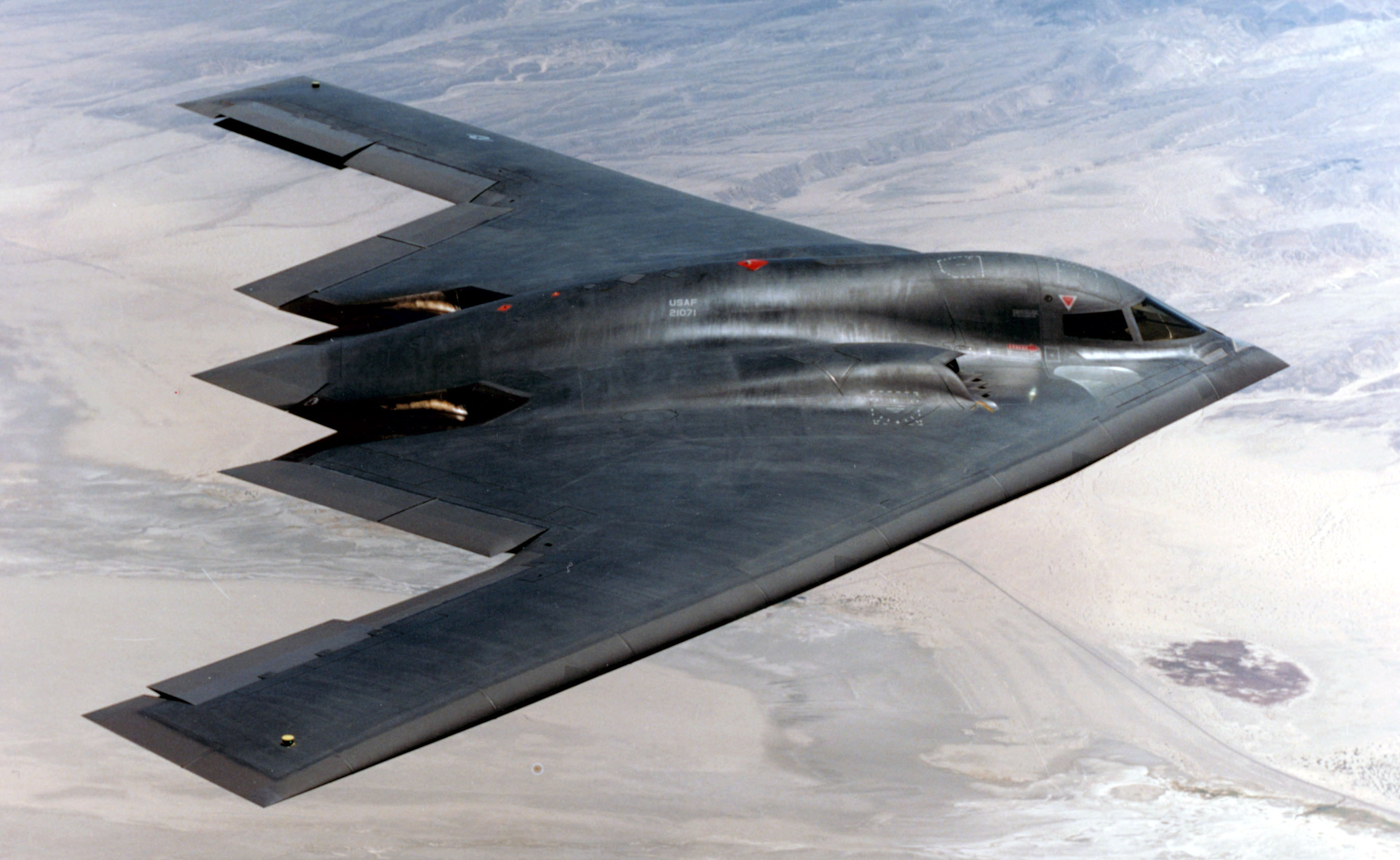
미국 B-2 스피릿 아음속 스텔스 전략폭격기

투폴레프 PAK DA는 러시아가 개발중인 차세대 전략 폭격기이다. 2025-2030년 실전배치될 계획이다.

## 역사
러시아의 장거리 항공 사령부 사령관인 아나톨리 지카레프 중장은 PAK-DA 폭격기가 기존의 프로펠러 투폴레프 Tu-95와 초음속 투폴레프 Tu-160을 대체하게 될 것이라고 말했다. 투폴레프 Tu-95는 미국 B-52, 투폴레프 Tu-160는 미국 B-1 랜서와 외양과 제원이 똑같다.
초기에는 PAK-DA가 미국 B-1 랜서 초음속 폭격기의 러시아판인 투폴레프 Tu-160의 외양을 채택했다고 알려졌으나, 최근에는 미국 B-2 스피릿의 외양에 아음속 스텔스 폭격기라고도 한다. 중국은 B-2 스피릿 아음속 스텔스 폭격기의 모양인 시안 H-20를 개발중이다. 미국도 B-2 스피릿 아음속 스텔스 폭격기의 모양인 노스럽 그러먼 B-21을 개발중이다.
최대무장을 한 전투행동반경 3,500 km, 만재중량 100-120톤이며, 수호이 PAK FA 전투기 엔진 4개를 장착할 것이다.
2016년 보고서에 따르면, 최대무장량은 30톤, 순항거리는 6,740 해리(12,482 km)이며, 2021년 초도비행을 하여 2023년 최초 인도될 것이다.
최근 러시아는 수호이 S-70 UCAV를 도입하여 PAK-DA의 비중이 낮아지고 있으나 2019년 12월 보고서에 따르면, 현재 70%는 완성되었으며 2023년에 배치예정이라고 한다. 성능은 B-2 스피릿과 비슷할 것으로 추정된다.

## 같이 보기
- 노스럽 그러먼 B-21